# Catharinea grossidens
Catharinea grossidens là một loài Rêu trong họ Polytrichaceae. Loài này được (Müll. Hal. ex E. Britton) Müll. Hal. mô tả khoa học đầu tiên năm 1897.